# 松野長八
松野 長八（万延元年（1860年） - 没年不明）は、日本の政治家。

## 来歴・人物
1860年、萩尾家の三男として生まれ、松野家の養子となる。農業を営む傍ら馬の仲買人をしていた。
1883年、妻ソノとの間に、松野鶴平が生まれる。このころ、農業に見切りをつけて造り酒屋を始めた。
1887年（明治20年）以降に酒造を始め、松野酒造を開設。最初は「宝舟」の名前で地酒として地元を中心に販売をしていた。その後、筑後の専門家の技術指導でいい酒ができるようになり、販売を広げ資産も増やしていた。この酒を、福岡市の清酒品評会に出品したところ、一等賞に選ばれている。
1898年、松野鶴平の商売がうまいということで、酒の商売は鶴平に任せきりとなり、長八自身は、城北村の旦那衆として、1898年（明治31年）に城北村会議員となる。のちに城北村の村長となった。